# Guernes
Guernes je francouzská obec v departmentu Yvelines v regionu Île-de-France. Leží 10 kilometrů západně od Mantes-la-Jolie. Jméno obce pochází z germánského Warnus - opevnění.

## Geografie
Sousední obce: Saint-Martin-la-Garenne, Follainville-Dennemont, Mantes-la-Jolie, Rosny-sur-Seine, Rolleboise a Méricourt.
Obec leží v meandru řeky Seiny.

## Historie
Dle archeologických nálezů bylo území osídleno už v prehistorické době. Farnost je doložena od 13. století.
20. srpna 1944 zde americká armáda překročila Seinu.

## Památky
- kostel panny Marie, postavený ve 20. století na místě kostela ze 16. století strženého v roce 1948

## Vývoj počtu obyvatel
Počet obyvatel

## Doprava
Obec je dostupná po silnici D148.